# 2694 Pino Torinese
A 2694 Pino Torinese (ideiglenes jelöléssel 1979 QL1) a Naprendszer kisbolygóövében található aszteroida. Claes-Ingvar Lagerkvist fedezte fel 1979. augusztus 22-én.